# ジャンジャン パラダイス
『ジャンジャン パラダイス』は、2006年10月6日からKBCラジオ（九州朝日放送）で放送されていたラジオ番組。
当初は金曜 21時30分 - 21時50分に放送の20分番組で、田中亜裕美をはじめとする3人のタレントの卵たちが出演していた。番組は、彼女たちが今後テレビやラジオで活躍するため、プロの講師からトークやリポートのコツを教わる模様を放送していた。成績の悪かったメンバーは、メンバー入れ替えにより番組レギュラーから外されるというペナルティがあった。
2007年4月からは、木曜 0時30分 - 1時00分（水曜深夜）に放送の深夜ラジオとなる。